# Honor Sharpe’a
Honor Sharpe’a (ang. Sharpe's Honour) – brytyjski telewizyjny film historyczny z 1994 roku. Film jest częścią cyklu filmów o Richardzie Sharpie, zrealizowanego na podstawie serii powieści o tej postaci autorstwa Bernarda Cornwella.

## Fabuła
Napoleon Bonaparte przegrał w Rosji. Tymczasem w okupowanej przez Francuzów Hiszpanii zaostrza się podział pomiędzy zwolennikami byłego króla Ferdynanda i stronnikami Józefa, brata Napoleona. Pierre Ducos, oficer francuskiego wywiadu, ma nadzieję na zniszczenie aliantów i prywatną zemstę na Sharpie. Jego chytry plan zakłada poróżnienie hiszpańskiej szlachty popierającej Ferdynanda z jej angielskimi sojusznikami. Richard Sharpe dodatkowo załamany śmiercią żony, zostaje wplątany w aferę szpiegowską.

## Obsada
- Sean Bean - Richard Sharpe
- Daragh O’Malley - Patrick Harper
- Hugh Fraser - Arthur Wellesley
- Michael Byrne - major Nairn
- Alice Krige - La Marquesa
- Féodor Atkine - Major Pierre Ducos
- Nickolas Grace - Ojciec Hacha
- Michael Mears - Francis Cooper
- John Tams - Strzelec Daniel Hagman
- Jason Salkey - Strzelec Harris
- Lyndon Davies - Strzelec Perkins
- Ron Cook - Napoleon Bonaparte
- Matthew Scurfield - El Matarife
- Diana Perez - Ramona
- Ricardo Vélez - Major Mendora
- Jay Benedict - Generał Verigny
- James Saxon - Major Vaughan
- Mark Burns - General Pakenham
- Christopher Owen - Rev. Whistler
- Ricardo Montez - Father Sanchez
- Benjamin Soames - Trumper Jones
- Edward Atterton - Peter D'Alembord